# Besart Aliu
Besart Aliu (* 27. August 1992) ist ein ehemaliger deutsch-kosovarischer Fußballspieler und heutiger Kickboxer.

## Karriere
Aliu wuchs in Deutschland auf und spielte in der Jugend für Eintracht Trier und den MSV Duisburg. Der 1,89 m große Mittelstürmer wechselte 2013 zu RFC Union Luxemburg in die erstklassige BGL Ligue. Nach seiner zwischenzeitlichen Rückkehr nach Trier spielte er in den folgenden Jahren erneut in Luxemburg für US Bad Mondorf und CS Grevenmacher in der ersten und zweiten Liga. Im Sommer 2017 verpflichtete ihn der deutsche Oberligist FSV Salmrohr, jedoch verließ Aliu den Verein schon wieder im November desselben Jahres. Danach pausierte er bis zum Sommer 2018 und schloss sich dem luxemburgischen Viertligisten Avenir Beggen an. Mit 17 Toren in 19 Spielen hatte er hier entscheidenden Anteil am sofortigen Aufstieg zurück in die drittklassige 1. Division. Trotzdem wurde er im Sommer 2019 für eine Spielzeit an Jeunesse Useldingen verliehen. Auch hier stieg er erneut in die 1. Division auf, der Stürmer wurde jedoch für die Saison 2020/21 weiter zum Zweitligisten US Rümelingen ausgeliehen. Dann war Aliu einige Monate ohne Verein, ehe ihn Anfang 2022 der deutsche Bezirksligist FSG Ehrang/Pfalzel verpflichtete. Mit dem Verein stieg er am Saisonende in die sechstklassige Rheinlandliga auf und er schoss dabei in drei Partien zwei Tore. Anschließend beendete Aliu seine aktive Laufbahn als Fußballer und konzentrierte sich auf die Profikarriere als Kickboxer.